# Ebbo van Reims

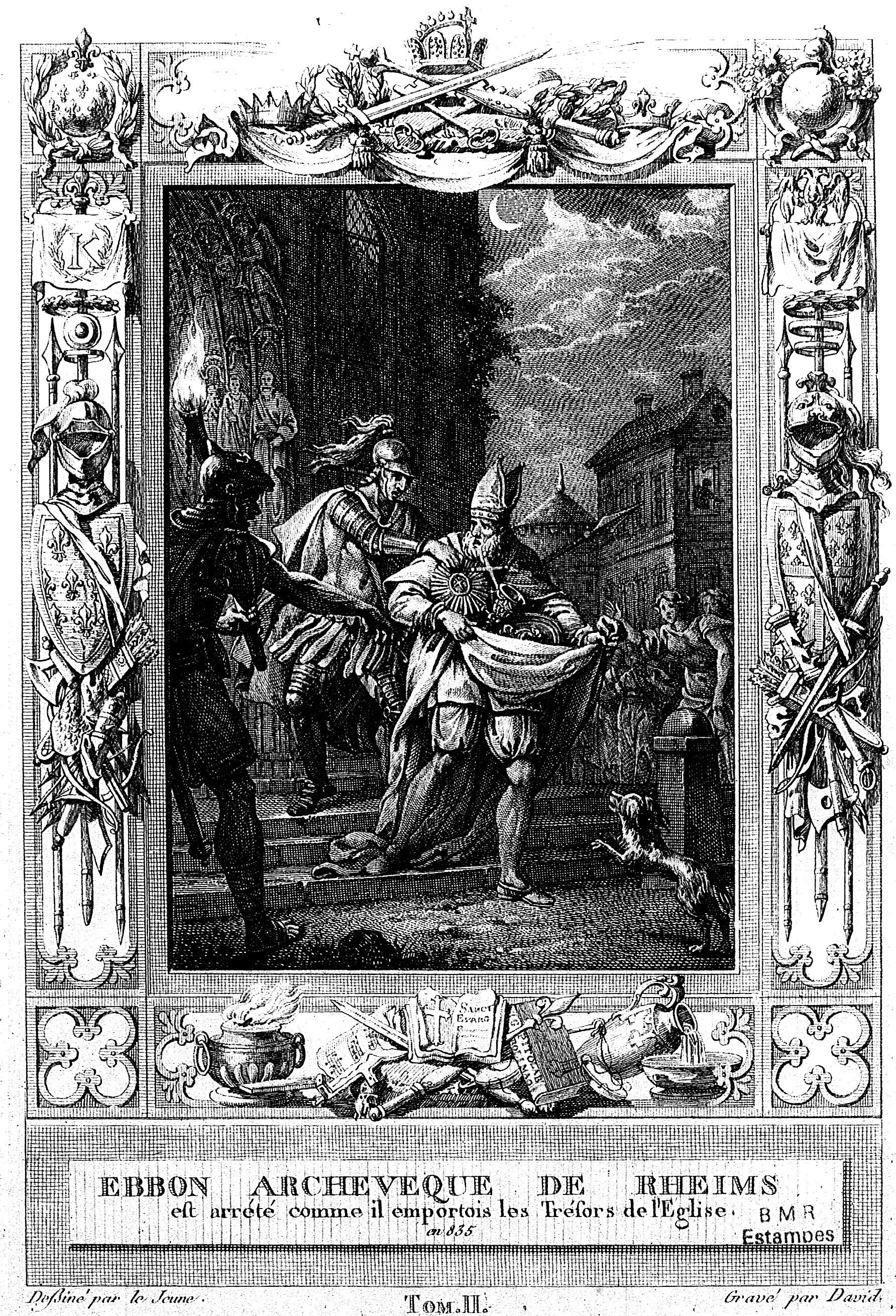

Ebbo van Reims (ook Ebo) (ca. 775 - Hildesheim, 20 maart 851)  was van 816 tot 835 en opnieuw in de periode 840-841 aartsbisschop van Reims en van 845 tot 851 bisschop van Hildesheim.
Ebbo was van Germaanse afkomst en werd geboren als lijfeigene op een van de kroondomeinen van Karel de Grote. Hij werd opgeleid aan het hof van Karel de Grote. Na afronding van zijn opleiding werd hij bibliothecaris en adviseur van Lodewijk de Vrome, koning van Aquitanië, een van de zonen van Karel de Grote.
Nadat Lodewijk de Vrome in 814 keizer was geworden, benoemde hij Ebbo in 816 tot aartsbisschop van Reims, dit nadat de vorige bisschop Wulfar was overleden. In 835 werd hij tijdens de synode van Diedenhoven afgezet. De man kwam meermaals in diskrediet en wordt door sommige beschouwd als de opdrachtgever van de controversiële Pseudo-isidorische decretalen. 
- Gemeinsame Normdatei: 100940269
- International Standard Name Identifier: 0000 0000 5526 6616
- Library of Congress Control Number: nr98025714
- Nationale Bibliotheek van Tsjechië: kup19980000024186
- Nationale Bibliotheek van Israël: 987012370452805171
- Virtual International Authority File: 47118966
- WorldCat: E39PBJwX7KqTkH4yd9fWqQ9MT3